# Prežihov Voranc

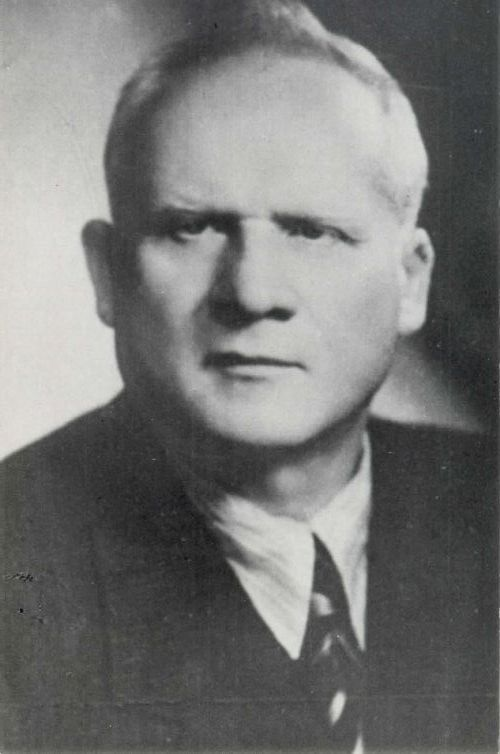
Prežihov Voranc

Prežihov Voranc, eigentlich Lovro Kuhar (* 10. August 1893 in Podgorach, heute Podgora bei Gutenstein, heute Ravne, im damals kärntnerischen Mießtal, Österreich-Ungarn, heute Slowenien; † 18. Februar 1950 in Maribor (Marburg an der Drau), Slowenien, damals Jugoslawien) war ein slowenischer Schriftsteller und kommunistischer Politiker.

## Leben

### Österreich-Ungarn

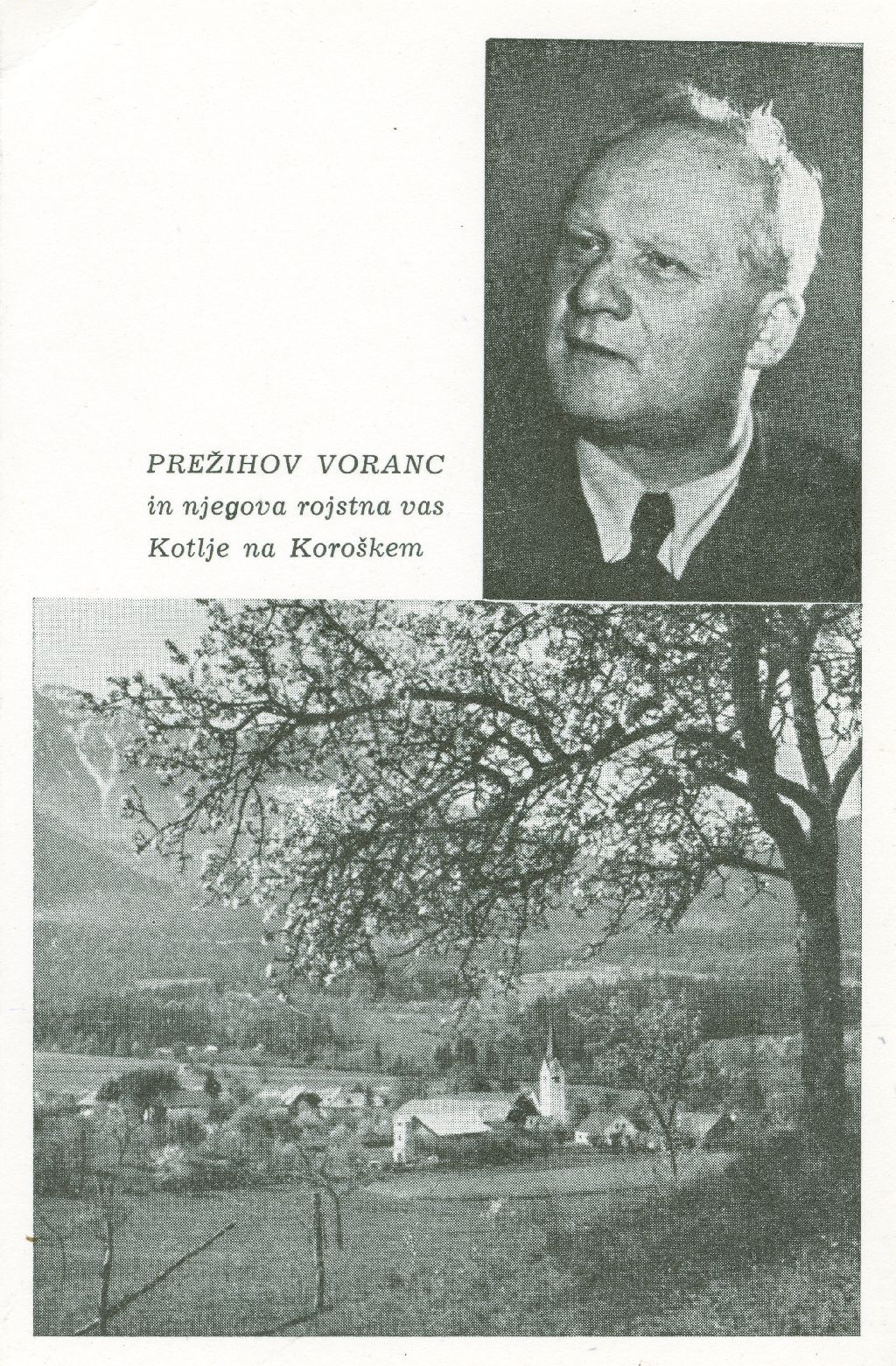
Lovro Kuhar, Foto seines Geburtsortes

Prežihov Voranc ist ein Pseudonym, es bezieht sich auf den Namen des Hauses seiner Eltern, insofern ist „Prežihov“ der Vulgoname des Elternhauses und „Voranc“ die Dialektform des Vornamens Lovro. Sein eigentlicher Name war Lovro Kuhar. Er stammte aus kleinen Verhältnissen und war der Sohn eines sogenannten „Keuschlers“, eines Kleinhäuslers.
Schon in seiner Jugend las er viel und bildete sich autodidaktisch weiter. Er besuchte nur eine zweijährige Volksschule und arbeitete dann als Waldarbeiter. 1912 besuchte er die Genossenschaftsschule in Laibach und begann in verschiedenen Zeitschriften zu publizieren. Januar bis April 1914 belegte er einen Kurs für das bäuerliche Genossenschaftswesen in Wien, vermittelt durch den Christlichsozialen Janez Evangelist Krek.
Erzogen im Sinn der Slowenischen Volkspartei, schloss er sich der Sozialistischen, später der Kommunistischen Partei an. Während des Ersten Weltkrieges desertierte er 1916 an der italienischen Front, wo er interniert wurde, und kehrte erst 1919 wieder nach Slowenien zurück.

### Königreich Jugoslawien
Er erhielt Arbeit im Büro des Stahlwerks in Ravne. Hier betätigte er sich intensiv als Aktivist und Parteisekretär der Kommunistischen Partei Jugoslawiens, für die er ab 1926 als Gemeinderatsabgeordneter tätig war. Nachdem seine Partei 1929 in Jugoslawien verboten worden war, organisierte er zunächst als Sekretär für den Bezirk Kärnten und Steiermark illegale Wege zum Austausch von Literatur und Kontakten über die Grenze nach Österreich.

### Exil
1930 verließ er Jugoslawien und wurde in Abwesenheit zu sechs Jahren Gefängnis verurteilt. Er wandte sich über die Grenze nach Kärnten zu Verwandten in Augsdorf, seit 1850 Teil der Gemeinde Velden am Wörthersee, wo er ein halbes Jahr blieb, und arbeitete dann in Wien für die KPÖ und die Rote Gewerkschaftliche Internationale. Als deren Berater für Bauernfragen reiste er damals nach Skandinavien, Rumänien, Bulgarien und Griechenland.
1934 erlebte er in Wien die Februarkämpfe mit und kam als Verdächtiger einige Monate ins Gefängnis. Nach seiner Freilassung ging er nach Paris, wohin er auch die kommunistische slowenische Zeitung Delo, deren Chefredakteur er war, mitnahm (die Zeitung hatte keinen direkten Bezug zum heutigen Delo, das 1959 entstand).
1936 schickte ihn die Partei wieder nach Wien zurück, wo er Organisationssekretär des Zentralkomitees der KPJ wurde. Als er in Prag eine Parteikonferenz organisieren sollte, wurde er dort verhaftet und wegen Besitzes eines falschen Passes zu drei Monaten Gefängnis verurteilt. Danach wurde er nach Österreich abgeschoben, wo er gleichfalls verhaftet wurde und ein Jahr im Gefängnis saß. Hier, im Gefangenenhaus Rossauer Lände, entstand der Roman Die Brandalm.
Im August 1937 ging er nach Paris zurück, wo er den Status eines politischen Flüchtlings genoss und neben Tito für die KPJ tätig war. Seine spezielle Aufgabe war der Druck von Parteiliteratur und die Betreuung von heimkehrenden Spanienkämpfern. Als er aber 1939 auch von der französischen Militärpolizei gesucht wurde, kehrte er aus dem Exil in Paris illegal nach Jugoslawien zurück.

### Rückkehr und Krieg
Dort beauftragte ihn die Partei, seine literarischen Werke fertigzustellen, die dann 1939 und 1940 erschienen. 1940 erhielt er dafür einen Literaturpreis der Stadt Ljubljana (Laibach). 1941, nach der Besetzung Jugoslawiens durch das Deutsche Reich und Italien, begann er wieder politisch aktiv zu werden und schloss der slowenischen Befreiungsfront an, wo er sich besonders um die Kulturarbeit kümmerte. In dieser Funktion war er von November 1941 bis April 1942 Chefredakteur von Radio Kričač, einem Sender der Widerstandsbewegung, und verfasste Artikel und Broschüren.
1943 wurde er verhaftet und kam wegen seiner politischen Aktivitäten in italienische Haft. Nachdem Italien kapituliert hatte, wurde er von Laibach ins slowenische Lager Begunje und von dort ins Deutsche Reich überstellt, wo er nach Berlin ins Gestapo-Hauptquartier gebracht wurde. Dort soll ihm von den Deutschen die Funktion als slowenischer Präsident angeboten worden sein.
Nach der Bombardierung des Gestapo-Hauptquartiers wurde er zunächst ins KZ Sachsenhausen und später ins KZ Mauthausen verlegt. Dort wurde er bei Kriegsende befreit.

### Tito-Jugoslawien
Nach dem Krieg begann er wieder politisch tätig zu werden und kandidierte für das Bundesparlament Jugoslawiens. Er war Mitglied des slowenischen Wirtschaftsausschusses der Befreiungsfront, Vorsitzender der Volksbildung, Vorsitzender des Klubs der Kärntner Slowenen, stellvertretender Vorsitzender des Slowenischen Schriftstellerverbandes und Mitglied des Ausschusses des Jugoslawischen Schriftstellerverbandes.
Bald aber bekam er in der Zeit des Stalinismus Schwierigkeiten, weil er der Kollaboration verdächtigt wurde (er wandte sich z. B. gegen das Verbot der katholischen Hermagoras-Bruderschaft, die slowenische Literatur herausgegeben hatte, und gegen die Abnahme von Kreuzen aus Schulklassen); zudem kamen auch noch private Probleme, so dass er sich in seine Heimatgegend zurückzog und sich hauptsächlich nur mehr dem Schreiben widmete. Er starb bereits mit 57 Jahren, da seine Gesundheit durch die oftmaligen Inhaftierungen gelitten hatte.

## Leistung
Prežihov Voranc war einer der bedeutendsten Erzähler Sloweniens im 20. Jahrhundert. Er wird stilmäßig dem sozialen Realismus (nicht zu verwechseln mit dem späteren propagandistischen sozialistischen Realismus) zugeordnet. Trotz seines parteipolitischen Engagements ist seine Darstellung wahrhaftig und frei von vordergründigen Tendenzen.
Prežihov Voranc begann schon früh Erzählungen zu verfassen. Seine ersten wurden schon 1909 in der Klagenfurter slowenischen Zeitschrift Mir und in der Prager Zeitschrift Domači prijatelj veröffentlicht, er selbst als junger Gorki gefeiert.
Von Beginn an schrieb er stets über seine engere slowenische Heimat und das spätere slowenisch-kärntnerische Grenzland. Als er, noch unter seinem eigentlichen Namen, 1925 seinen ersten Erzählband Povesti veröffentlichte, hatte er jedoch keinen Erfolg. In der Zeit der Neuen Sachlichkeit hatte man wenig Verständnis für seine psychologische Darstellung heimatlicher Kleinbauern und Landarbeiter.
Durch den Misserfolg entmutigt, widmete er sich zunächst nur mehr der politischen Tätigkeit. Er begann erst wieder 1935 in der Emigration zu schreiben. Dort entstanden die Erzählungen Samorastniki, die wieder das harte Leben der Kärntner slowenischen Kleinbauern beschreiben, und die Romane Požganica und Doberdob, die zwar auch im slowenischen Grenzland spielen, aber thematisch eine Chronik der politischen Veränderungen während des Ersten Weltkrieges und der Zeit der Kärntner Volksabstimmung umfassen.
1945 erschien dann noch der Roman Jamnica, der zeitlich daran anschließt und die Verhältnisse im nunmehr jugoslawischen Slowenien in den 1920er Jahren beschreibt. Besonders bedeutend, was den Kontext zum slowenisch besiedelten Teil des österreichischen Kärntens betrifft, ist der Band Od Kotelj do Belih vod, in dem seine Wanderungen zwischen dem österreichischen und slowenischen Teil Kärntens geschildert sind. Darin findet sich auch die populäre Schilderung des illegalen Grenzübertritts 1932, Gosposvetsko polje, der nur den Zweck hatte, seine Frau und die Kinder nach drei Jahren der Trennung für einige Stunden wieder sehen zu können. Zum Gedenken daran findet alljährlich eine Gedenkwanderung von Kotlje nach Klagenfurt statt. Als letztes Buch erschien ein Jahr vor seinem Tod noch der schmale Band Solzice, elf Kindergeschichten aus seiner Jugendzeit.

## Politische Einstellung
Prežihov Voranc wurde von seinem Vater im slowenisch-nationalen Sinn erzogen. Diese Einstellung behielt er später auch immer bei, wenngleich er sich schon in der Jugend von den Christlich-Sozialen zu den Sozialisten (den späteren Kommunisten) wandte. Eigentlich bestimmend und auch in seinen literarischen Werken sichtbar ist die Liebe zu seiner kärntnerischen Heimat. Er blieb auch immer ein Verfechter der slowenischen Gebietsansprüche an Österreich, was den slowenisch besiedelten Teil Kärntens betraf.
Dies hat, zusammen mit seinem Engagement für die Kommunistische Partei und die Partisanenbewegung während des Zweiten Weltkrieges, seine Beachtung und Rezeption im deutschen Sprachraum lang verhindert, während er in Jugoslawien und auch von Teilen der slowenischen Volksgruppe in Österreich geschätzt wurde.
Erst seit den 1980er Jahren wurden einige seiner Romane und Erzählungen ins Deutsche übersetzt und erschienen in den slowenischen Verlagen Drava und Wieser in Klagenfurt. Da seine Person und sein literarisches Werk gerade im Zentrum des politischen und nationalen Konflikts zwischen Österreich und Slowenien steht, sind seine Werke für das Verständnis dieses historischen Konfliktes und für das Verständnis des slowenischen Standpunktes sehr interessant und instruktiv.

## Werke
- Povesti - Ljubljana : Zadružna založba, [1925].
- Boj na požiralniku : in drugi spisi - Gorizia : Goriziana, 1937
- Požganica : roman iz prevratnih dni - Ljubljana : Naša založba, 1939 (dt. Die Brandalm. Roman aus den Umsturztagen, Klagenfurt 1983)
- Doberdob : vojni roman slovenskega naroda - Ljubljana : Naša založba, 1940 (dt. Doberdo. Slowenischer Antikriegsroman. Hermagoras: Klagenfurt 2008)
- Samorastniki : koroške povesti - Ljubljana : Naša založba, 1940 (dt. Wildwüchslinge, Wien 1963; die Erzählung Der Kampf mit dem Sumpfacker aus Samorastniki bereits in Slowenische Novellen, Wien und Leipzig, 1940), Verfilmung: Jugoslawien 1963 (Regie: I. Pretnar)
- Jamnica : roman soseske - Ljubljana : Slovenski knjižni zavod, 1945 (dt. Jamníca. In der Senke. Roman der Dorfnachbarschaft. Übersetzt von J. Strutz, Kitab, Klagenfurt  2014)
- Od Kotelj do Belih vod - Ljubljana : Državna založba Slovenije, 1945
- Borba na tujih tleh : evropski potopisi - Ljubljana : Slovenski knjižni zavod, 1946
- Naši mejniki : kratke storije iz minulih dni - Celje : Družba sv. Mohorja, 1946 (dt. Grenzsteine. Erzählungen, Klagenfurt, 2005, aus dem Slowenischen von Erwin Köstler)
- Opustošena brajda : zgodba iz temnih dni : I. del - Celje : Družba sv. Mohorja, 1946
- Solzice - Ljubljana : Mladinska knjiga, 1949 (dt. Maiglöckchen. Elf Kindheitsgeschichten, Klagenfurt 1985)
- Kanjuh iz Zagate : [povesti in črtice] - Ljubljana : Slovenski knjižni zavod, 1952
- Pernjakovi : kmečka drama v štirih dejanjih (osmih slikah) - Maribor : Obzorja, 1953
- Ljubezen na odoru  - Ljubljana : Kmečka knjiga, 1954
- Zbrano delo  - Ljubljana : Državna založba Slovenije, 1962-1990
  - Knj. 1: Povesti ; Nezbrane novele in črtice (1909-1927) - 1962
  - Knj. 2: Samorastniki ; Nezbrane novele in črtice (1939-1941) - 1964
  - Knj. 3: Naši mejniki ; Nezbrane novele in črtice (1945-1948) - 1971
  - Knj. 4: Doberdob, vojni roma slovenskega naroda, 1. del (Črna vojska) in 2. del (Doberdob) - 1968
  - Knj. 5: Doberdob, vojni roman slovenskega naroda, 3. del (Lebring) in 4. del (Judenburg) - 1969
  - Knj. 6: Požganica. - 1966
  - Knj. 7: Jamnica, 1. in 2. del - 1964
  - Knj. 8: Jamnica, 3. del ; Kmečka drama ; Skrivna bralnica - 1965
  - Knj. 9: Od Kotelj do Belih vod ; Borba na tujih tleh ; Nezbrane reportaže in spominski zapisi - 1973
  - Knj. 10: Politični spisi ; Ocene leposlovnih del - 1983
  - Knj. 11: Pisma I. - 1989
  - Knj. 12: Pisma II - 1990
- Prežihov Voranc: Winter in Klagenfurt. Drei Geschichten, hrsg. v. Jozej Strutz, Kitab Klagenfurt 2012 ISBN 978-3-902878-10-6
- Wien, Paris, Saualm. Geschichten und Reportagen, aus dem Slowenischen von Jozej Strutz, Drava-Verlag, Klagenfurt 2016, ISBN 978-3-85435-776-6.

## Nachleben

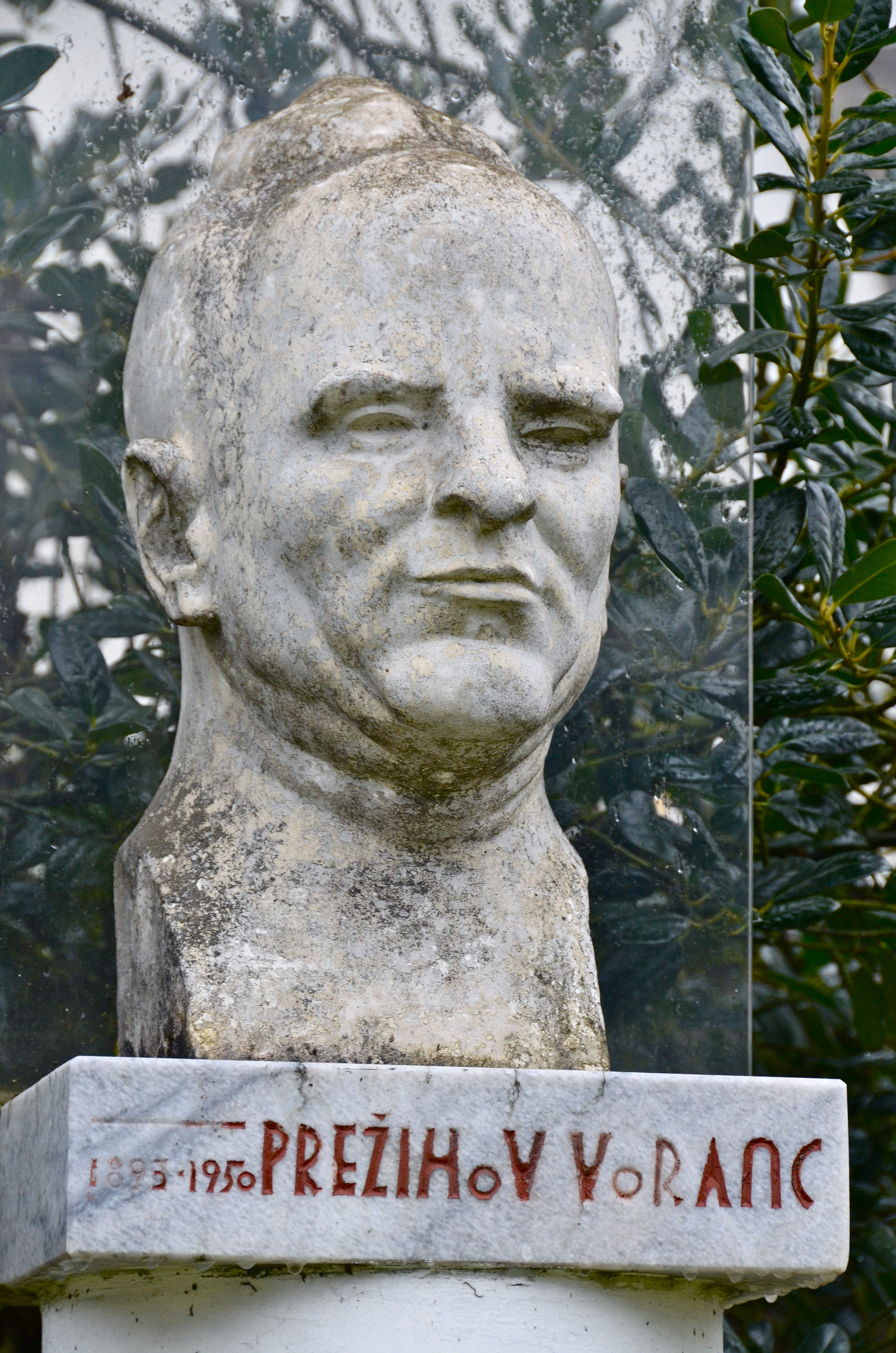
Büste (Künstler France Gorše) im Kulturpark Suetschach (Kärnten)

Außer Denkmälern und der Benennung einer Schule wurde in Ljubljana eine Bibliothek nach dem Schriftsteller benannt. In seinem Geburtsort gibt es ein ihm gewidmetes Museum. Zahlreiche Straßen in Slowenien tragen seinen Namen.